# Yana Toboso
Yana Toboso (枢 やな Toboso Yana?,  Warabi, Prefectura de Saitama, Japón, 24 de enero de 1984) es una mangaka japonesa, conocida principalmente por sus obras Rust Blaster y Kuroshitsuji. Actualmente reside en Yokohama.

## Obras
- Rust Blaster (ラストブラスター): Es un manga de seis capítulos publicado por Square Enix en 2006. Cuenta la historia de un humano y un vampiro que asisten a la Academia Millennium, una escuela para vampiros y humanos. Los seres humanos son protegidos aquí, y cualquier asalto a estos tiene como resultado un castigo. Al, es un vampiro hijo del director de dicha academia, quien se enfrenta a los vampiros malvados junto a su padre y el humano Kei. Posteriormente, la luna comienza a partirse en dos, lo que significa el fin del mundo. Ahora, la pareja, junto con unos pocos aliados, deben trabajar juntos para proteger el mundo en el que sus razas coexisten.[1]
- Kuroshitsuji (黒執事): Es un manga publicado en 2006 en la revista Monthly GFantasy de Square Enix. La historia se centra en Sebastian Michaelis, un mayordomo demonio que se ve obligado a servir al conde Ciel Phantomhive, el líder de trece años de la familia Phantomhive debido a un contrato que hizo con éste. Una adaptación en anime comenzó a transmitirse en octubre de 2008.[2]